# 費氏毛口鯰
費氏毛口鯰，為輻鰭魚綱鯰形目甲鯰科的其中一種，為熱帶淡水魚，分布於中南美洲巴拿馬、哥倫比亞及厄瓜多爾大西洋及太平洋沿岸淡水流域，體長可達30公分，棲息在底層水域，生活習性不明。

## 扩展阅读
維基物種上的相關：費氏毛口鯰